# Thuốc xịt gấu

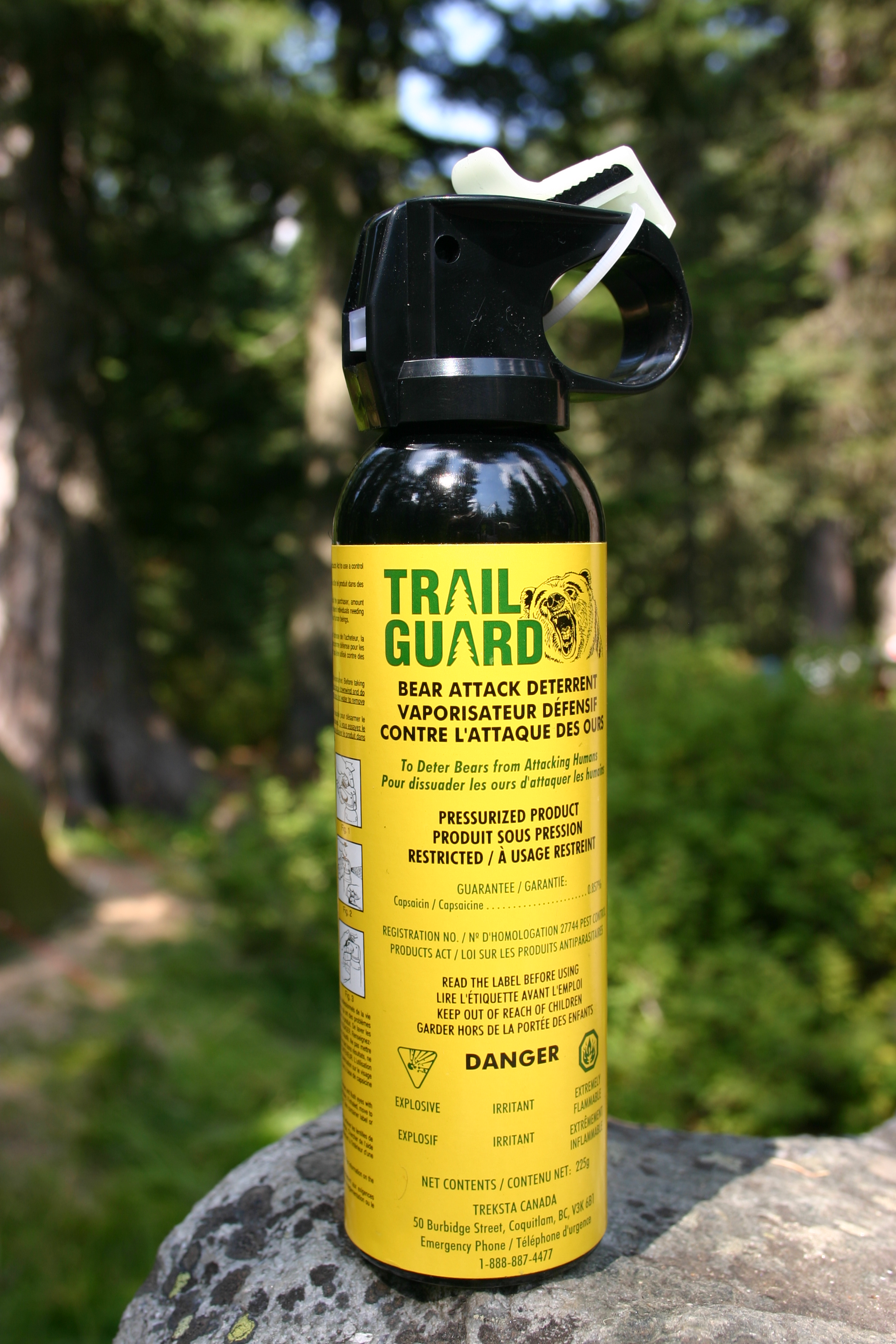
Một bình xịt gấu

Thuốc xịt gấu là một chất ngăn chặn gấu dạng Aerosol, có thành phần hoạt chất là capsaicin và capsaicinoids, được sử dụng để ngăn chặn gấu hung dữ hoặc trường hợp gấu đột kích.

## Lịch sử
Sự phát triển của thuốc xịt gấu capsaicin khởi đầu vào giữa những năm 1980 dưới sự điều tra chính của Carrie Hunt, một sinh viên tốt nghiệp Đại học Montana làm việc dưới sự giám sát của Tiến sĩ Charles Jonkel và Tiến sĩ Bart O KhănGara. Hunt đã xác định thuốc xịt tiêu thương mại là một biện pháp ngăn chặn hiệu quả, nhưng không đáng tin cậy đối với gấu trong nghiên cứu trước đây; tuy nhiên, những sản phẩm này chỉ có hiệu quả không nhất quán và yêu cầu khoảng cách xịt đến con gấu ở cự ly gần. Luận án của Hunt đã được xuất bản bởi Cơ quan Cá và Động vật hoang dã Hoa Kỳ vào năm 1984. Bill Pound, người cuối cùng đã thành lập thuốc xịt gấu Counter Assault, đã hỗ trợ Hunt và đề nghị giúp đỡ một nguyên mẫu ống xịt gấu đáng tin cậy cho nghiên cứu của Hunt. Họ đã phát triển một công thức phun gấu với phạm vi phun trên 30 feet và thời gian phun hơn 7 giây. Pound đóng một phần quan trọng trong việc phát triển các thành phần, hệ thống phân tán và các thông số kỹ thuật được khuyến nghị của thuốc xịt gấu. Công ty do anh sáng lập, Counter Assault, trở thành sản phẩm thuốc xịt gấu đầu tiên được đăng ký tại Cơ quan bảo vệ môi trường.